# Mallow
Mallow (Mala, Magh Ealla og flere andre varianter på forskellige irske dialekter). Magh Ealla betyder "Svanesletten" på irsk. Mala er en officiel keltificering af Mallow, der på sin side er anglicisme for Magh Ealla. Byen ligger i County Cork i provinsen Munster i den sydlige del af Republikken Irland, og den har en befolkning (inkl. opland) på 10.241 indb i 2006. Mallow ligger på "Munsters korsvej", og den er det administrative centrum for den nordlige del af grevskabet Cork. Mallow var traditionelt en landbrugs-købstad. Fra midten af 1980'erne fik byen bedre vej og jernbaneforbindelse, som kombineret med investeringer i den private sektor gjorde byen til en vigtig handelsby. Mange af byens borgere arbejder i Cork.

## Historie
På en bakke sydvest for Mallow står 6 lodret stående sten fra Broncealderen som sandsynligvis har haft en rituel funktion.
1185 opførte normannerne en borg ved Mallow for at bevogte vadestedet over floden Blackwater.
Gennem årene har der været mange ejere. I 1596 hørte der store landbrugsområder til herregården. Det oprindelige Mallow Castle blev ødelagt ved en brand i 1689 og ruinerne af borgere fra flere tidsperioder er nu et historisk monument. Det nuværende palæ blev bygget i 1690'erne.
Gennem århundreder har byen udviklet sig til en driftig by på grund omegnens frugtbare landbrugsområde.
Under Den irske uafhængighedskrig fra 1919 til 1921 kom der til stridigheder i byen. Flere gange blev jerbaneforbindelsen fra Cork, Tralee og Waterford til banegården i Mallow saboteret af IRA medlemmer, for at forhindre troppetranporter til den britiske kaserne i Mallow. Mallow var den eneste by i Irland, hvor det den 28. september 1920 lykkedes IRA at overfalde og indtage en af den britiske hærs kaserner. Derved kom IRA i besiddelse af talrige geværer og ammunition. Under aktionen blev en britisk sergent dræbt, Derefter forsøgte IRA medlemmerne at sætte ild til kasernen. Om aftenen hævnede den britiske hær sig ved at brænde et mejeri, rådhuset og flere bygninger i Mallow ned.